# Rodolphe II l'Ancien
Rodolphe II l'Ancien naît en 1168 à Habsburg (Argovie). Il est le fils d'Adalbert III de Habsbourg (1138-1199), comte de Zurich, suzerain de Basse-Alsace dit Adalbert le Riche et de Ita de Pfullendorf.
En 1199, il devient landgrave de Haute-Alsace. Frédéric Barberousse, à l'extinction de la famille des comtes d'Eguisheim, avait fait don du Landgraviat de Haute-Alsace à son père Adalbert, le premier qui ait joué un grand rôle dans la fondation de la puissante famille des Habsbourg.
Rodolphe est un partisan d'Otton IV dans sa rivalité avec Philippe de Souabe pour la souveraineté du Saint-Empire romain germanique.
Il meurt en 1232. Il est inhumé le 10 avril 1232 à Muri (Argovie), en Suisse.
Sa succession est à l'origine de deux lignées : la lignée de Habsbourg, et celle de Laufenburg. Albert et ses descendants prirent parti pour les Gibelins, Rodolphe et les siens pour les Guelfes.

## Mariage
Il épouse Agnès de Staufen (1170-1252), fille de Godefroy de Staufen, qui donne naissance à :
- Albert IV le Sage, comte de Habsbourg dit le Sage (mort en 1240) ;
- Heilwig (morte après 1263), mariée à Hermann III, comte de Frohbourg ;
- Gertrude, mariée à Ludwig III, comte de Frohbourg ;
- Rodolphe III (mort en 1249), comte de Laufenburg, auteur de la branche de Habsbourg-Laufenbourg ;
- Werner, mort jeune ;
- une fille mariée à Watler, seigneur de Schwarzenberg.

## Sources
- Lanzelin de Habsbourg sur Medieval Lands (Foundation for Medieval Genealogy).